# Drew County
Das Drew County ist ein County im US-Bundesstaat Arkansas. Der Verwaltungssitz (County Seat) ist Monticello.

## Geographie
Das County liegt fast im äußersten Südosten von Arkansas; es ist im Osten etwa 35 km vom Mississippi River entfernt, der die Grenze zu Tennessee bildet. Louisiana liegt etwa 50 km im Süden. Das Drew County hat eine Fläche von 2164 Quadratkilometern, wovon 19 Quadratkilometer Wasserfläche sind. Es grenzt an folgende Countys:
| Cleveland County | Lincoln County | Desha County  |
| Bradley County   |                |               |
|                  | Ashley County  | Chicot County |

## Geschichte

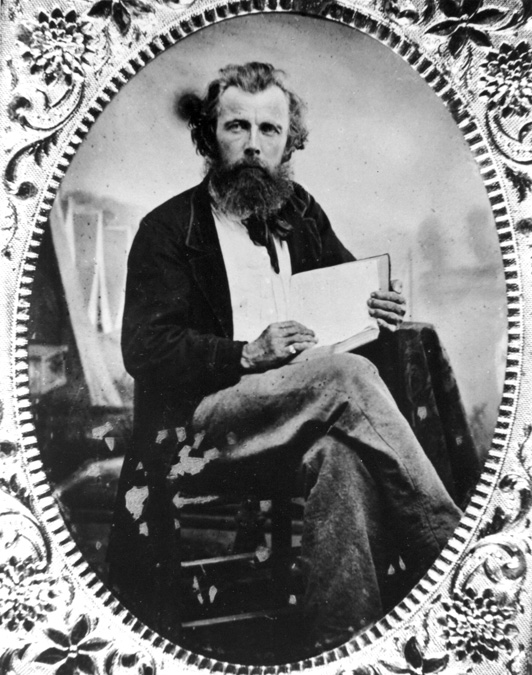
Thomas Drew

Das Drew County wurde am 26. November 1846 aus Teilen des Arkansas County und des Bradley County gebildet. Benannt wurde es nach Thomas Stevenson Drew (1802–1879), dem vierten Gouverneur von Arkansas (1844–1849).

## Demografische Daten
Nach der Volkszählung im Jahr 2010 lebten im Drew County 18.509 Menschen in 7704 Haushalten. Die Bevölkerungsdichte betrug 8,6 Einwohner pro Quadratkilometer.
Ethnisch betrachtet setzte sich die Bevölkerung zusammen aus 68,8 Prozent Weißen, 27,8 Prozent Afroamerikanern, 0,2 Prozent amerikanischen Ureinwohnern, 0,5 Prozent Asiaten sowie aus anderen ethnischen Gruppen; 1,2 Prozent stammten von zwei oder mehr Ethnien ab. Unabhängig von der ethnischen Zugehörigkeit waren 2,5 Prozent der Bevölkerung spanischer oder lateinamerikanischer Abstammung.
In den 7704 Haushalten lebten statistisch je 2,30 Personen.
23,9 Prozent der Bevölkerung waren unter 18 Jahre alt, 62,4 Prozent waren zwischen 18 und 64 und 13,7 Prozent waren 65 Jahre oder älter. 51,2 Prozent der Bevölkerung war weiblich.
Das jährliche Durchschnittseinkommen eines Haushalts lag bei 31.676 USD. Das Prokopfeinkommen betrug 18.789 USD. 23,4 Prozent der Einwohner lebten unterhalb der Armutsgrenze.

## Kultur und Sehenswürdigkeiten

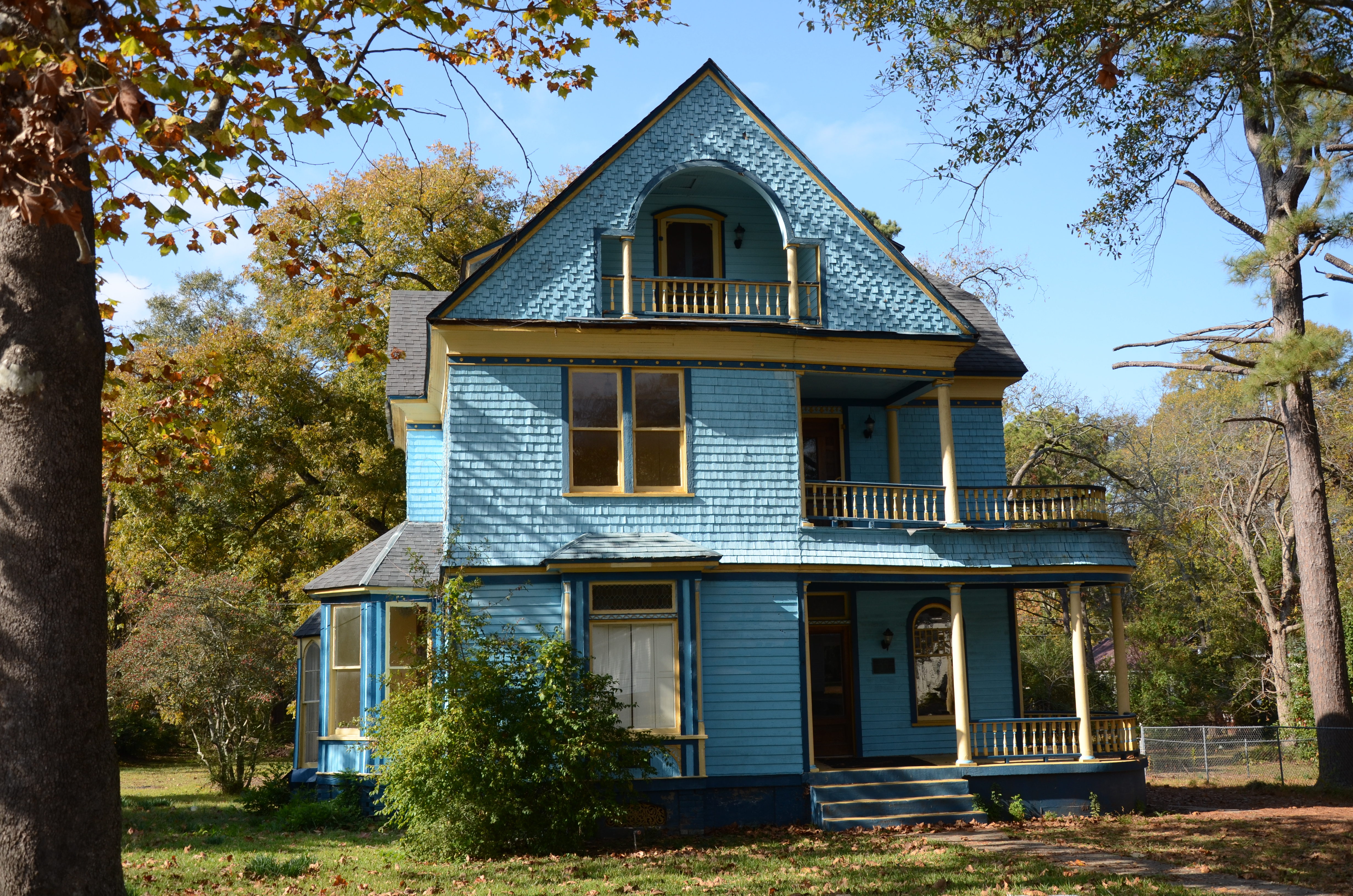
Hotchkiss House (2016). Dieses 1895 erbaute Haus ist seit Dezember 1976 im National Register of Historic Places eingetragen.

23 Bauwerke, Stätten und historische Bezirke (Historic Districts) des Countys sind im National Register of Historic Places („Nationales Verzeichnis historischer Orte“; NRHP) eingetragen (Stand 22. Februar 2022), darunter der Monticello Commercial Historic District, das Gerichtsgebäude des County und das Hotchkiss House.

## Orte im Drew County
Citys
- Jerome
- Monticello
- Tillar
- Wilmar
- Winchester

Unincorporated Communitys
- Ladelle
- Montongo

1 – teilweise im Desha County

Weitere Orte
- Allis
- Barkada
- Baxter
- Brandon
- Coleman
- College Heights
- Deane
- Enon
- Florence
- Green Hill
- Killin
- Lacey
- Lewis
- New Hope
- Plantersville
- Rock Springs
- Scipio
- Selma
- Tennessee
- Valley Junction
- Wilmar
- Youngstown

Townships
- Bartholomew Township
- Bearhouse Township
- Clear Creek Township
- Collins Township
- Cominto Township
- Crook Township
- Franklin Township
- Live Oak Township
- Marion Township
- Saline Township
- Spring Hill Township
- Veasey Township